# 염티초등학교
염티초등학교는 대한민국 충청남도 아산시에 있는 초등학교다.  학교명은  염성리의 자연마을 중 하나인 염티마을에서 유래한다

## 연혁
- 1937년 6월 20일 염치공립보통학교 개교
- 1938년 4월 1일 염치공립심상소학교로 개칭
- 1941년 4월 1일 염치공립국민학교로 개칭
- 1950년 6월 1일 염티국민학교로 개칭
- 1996년 3월 1일 염티초등학교 개칭
- 2001년 3월 1일 도지정 연구학교 운영(학력관리)
- 2004년 3월 1일 삼서분교장 통폐합
- 2009년 3월 1일 시지정 연구학교 운영(학력신장)
- 2010년 3월 1일 다목적강당(청운관) 개관
- 2012년 1월 4일 골프연습장 개장
- 2014년 3월 1일 시지정 연구학교 운영(진로교육)
- 2015년 2월 12일 제75회 졸업(졸업생 총 5,113명)
- 2015년 3월 1일 6학급 편성(유치원 1학급)

## 참고 자료
- 염티초등학교 - 한국교육학술정보원 학교알리미